# Refuge de la Bombardellaz
Le refuge de la Bombardellaz est un refuge de montagne situé en France, en Haute-Savoie, dans la chaîne des Aravis, au pied du Tardevant, face au mont Lachat de Châtillon, sur le tracé du sentier de grande randonnée de pays Massif de Tournette-Aravis. Sa facilité d'accès et les panoramas offerts en font une destination appréciée des promeneurs et touristes.

## Géographie
Le refuge se trouve dans le centre de la Haute-Savoie, sur le versant occidental de la chaîne des Aravis, en balcon au-dessus de la vallée du Bouchet, face au mont Lachat de Châtillon et au pied du Tardevant, au débouché de la combe du même nom. Bien qu'il se trouve sur le territoire communal du Grand-Bornand dont le village se trouve à l'ouest, il est plus facilement accessible à pied ou par véhicule depuis la Clusaz au sud-ouest. Il se trouve à proximité des chalets d'alpage de la Bombardellaz, qui lui a donné son nom, au nord-nord-est, de Tardevant et Paccaly d'en Haut au sud et de Paccaly au sud-ouest.
Il est accessible par une piste carrossable pouvant être empruntée par des véhicules 4x4 depuis le col des Confins et menant aux chalets de la Bombardellaz situés juste après le refuge ; il faut compter environ une heure de marche pour le rejoindre depuis les Confins,. Un autre accès peut se faire depuis la vallée du Bouchet, au hameau les Mollards, par un sentier plus raide d'environ 550 mètres de dénivelé,. Sa facilité d'accès, notamment pour les familles ou les personnes peu expérimentées en randonnée, la présence d'un service de restauration et la beauté reconnue des paysages et des points de vue en font une destination prisée des touristes.
Du refuge situé sur le sentier de grande randonnée de pays Massif de Tournette-Aravis, il est possible de gagner le refuge de la Pointe Percée – Gramusset situé au nord-est, au pied de la pointe Percée, de gagner le versant oriental de la chaîne des Aravis via la combe et le passage de la Grande Forclaz ou encore d'effectuer les ascensions du mont Charvet via la combe du même nom, de l'Ambrevetta et du Tardevant via la combe du même nom ou encore de la Roche Perfia via la combe de Paccaly. Plusieurs sites d'escalade sont également accessibles depuis le refuge comme le site des aiguilles Noires, des rochers de la Salla ou du Paré de Joux.

## Services
De mi-juin à mi-septembre tous les jours et jusqu'à mi-octobre le week-end, le refuge offre 27 places de couchage et propose un service de restauration,.

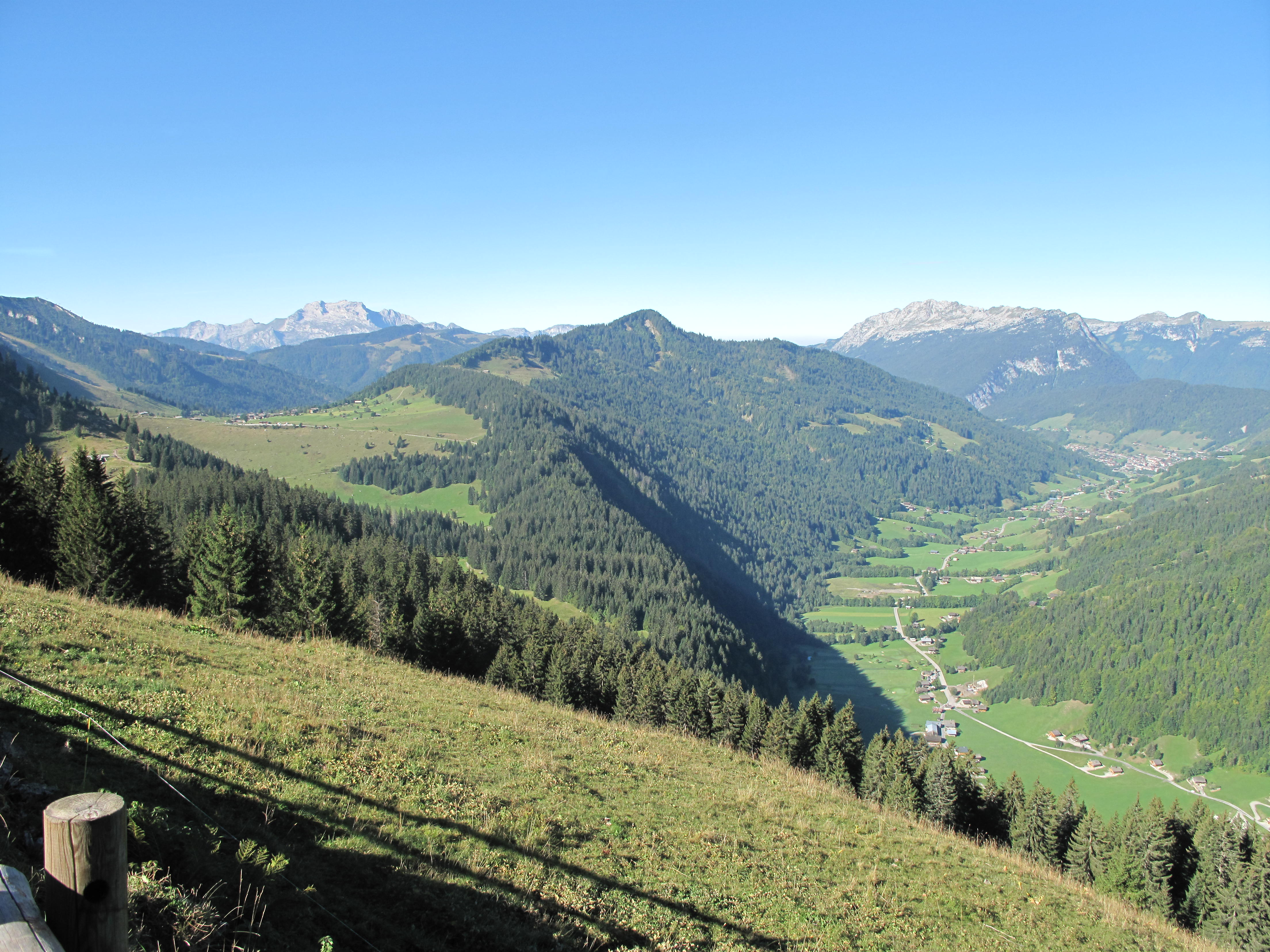
Vue du col des Confins (à gauche) et de la vallée du Bouchet (à droite) depuis le refuge de la Bombardellaz.